# 伊能忠敬旧宅

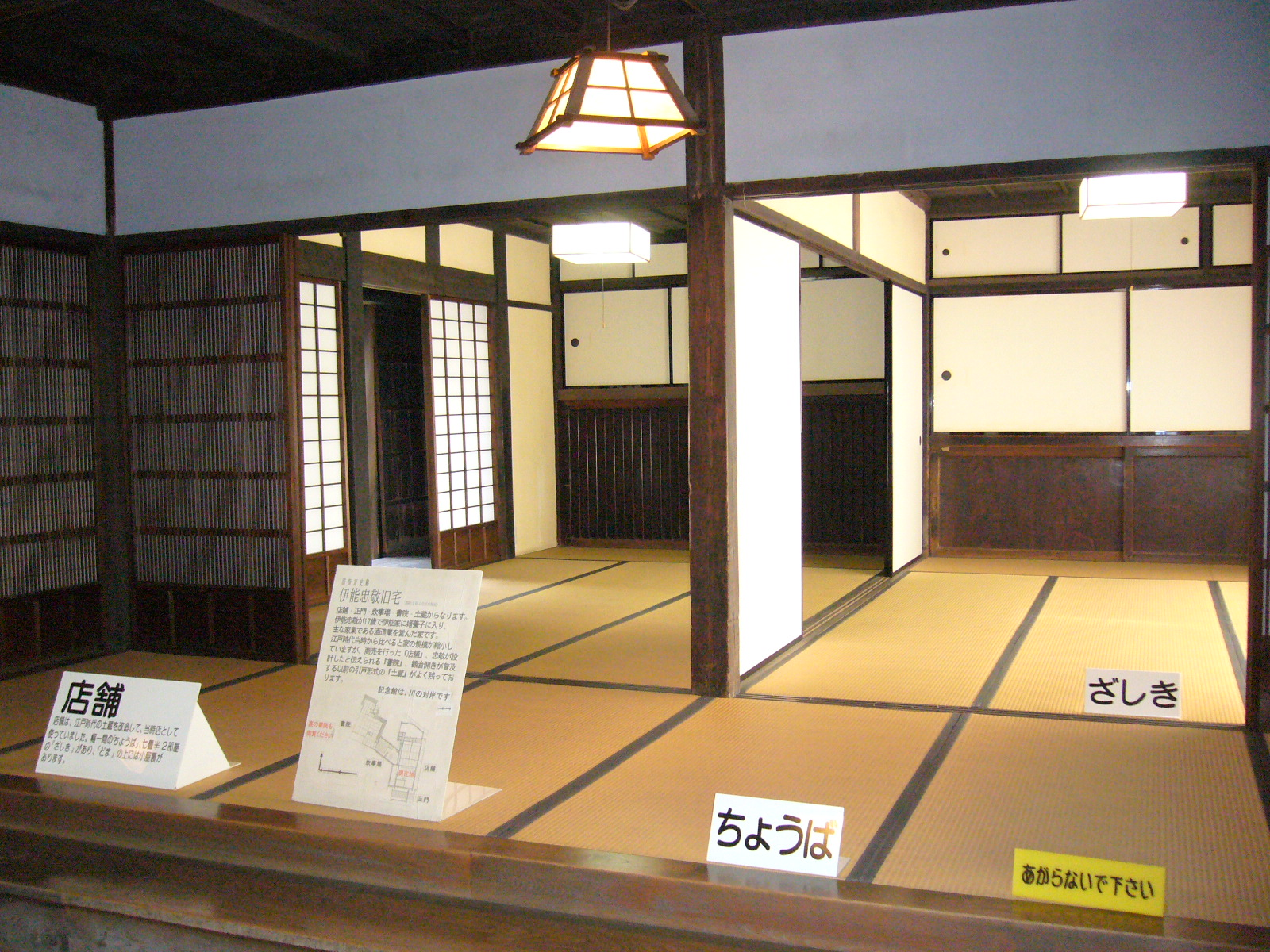
帳場

伊能忠敬旧宅（いのうただたかきゅうたく）は、千葉県香取市佐原にある伊能忠敬の佐原在住時代の家で、国の史跡に指定されている。

## 概要
伊能忠敬旧宅は平屋造の瓦葺で、正門・炊事場・書院からなる母屋・店舗・土蔵からなる。
母屋は玄関・書斎・納戸などの5室、建坪は24坪で、店舖は店および居間などがあって建坪32坪である。
伊能家は佐原の有力な家の一つであり、酒造業や米穀売買業などを営んでいたが、忠敬は1762年（宝暦12年）に17歳で伊能家に婿養子に入り、1795年（寛政7年）50歳で江戸に出るまでこの旧宅に住んでいた。店舗・正門は忠敬が来る前に建てられ、書院は忠敬が設計したと伝えられている。
旧宅の南側の奥には観音開きの戸が広まる以前の引き戸形式の戸を持つ土蔵が建っており、かつては忠敬の遺品の多くが納められていた。
以前は旧宅の敷地内に伊能忠敬記念館があったが、現在は旧宅前の小野川をはさんで向かいに建っている。また、旧宅の敷地内には旧宅前の樋橋により対岸に水を渡していた水路が残っている。
1930年（昭和5年）4月25日、国史跡に指定された。

## 所在地
- 千葉県香取市佐原イ1899

## 交通
- JR佐原駅　徒歩15分
- 高速バス　東京駅－佐原駅北口－銚子　千葉交通バス、佐原駅北口バス停下車　徒歩15分
- 高速バス　東京駅－佐原駅－鉾田駅　関東鉄道、八坂神社バス停下車　徒歩8分

## 周辺情報
- 忠敬橋
- 樋橋
- 佐原の町並み
- 水郷佐原山車会館
- 香取神宮
- 水郷佐原あやめパーク